# Matteo Malucelli (Radsportler)
Matteo Malucelli (* 20. Oktober 1993 in Forlì) ist ein italienischer Radrennfahrer.

## Sportlicher Werdegang
Von 2012 bis 2014 fuhr Malucelli zunächst für den italienischen Radsportverein U.S. Fausto Coppi Gazzera. Zur Saison 2015 wurde er Mitglied im damaligen  UCI Continental Team Idea, für das er mit Etappengewinnen bei An Post Rás und bei der Portugal-Rundfahrt seine ersten internationalen Erfolge erzielte. In der Saison 2016 wechselte er zum damaligen Continental Team Unieuro-Wilier und erzielte seine nächsten Erfolge.
Zur Saison 2017 wechselte Malucelli zum UCI ProTeam Androni Giocattoli-Sidermec. In der ersten Saison für sein neues Team gewann er eine Etappe der Slowakei-Rundfahrt und zwei Etappen bei der Tour of Bihor - Bellotto. Die Folgesaison war seine bisher erfolgreichste mit insgesamt sieben Etappensiegen bei kleineren Rundfahrten. Zur Saison 2019 wurde er Mitglied bei Caja Rural-Seguros RGA, nach zwei sieglosen Jahren kehrte er jedoch 2021 zum Team Androni Giocattoli-Sidermec zurück, für das er gleich im ersten Rennen nach dem Wechsel bei der Vuelta al Táchira 2021 einen weiteren Erfolg erringen konnte.
Im Zuge der Neuaufstellung des UCI ProTeams Gazprom-RusVelo wechselte Malucelli zur Saison 2022 zu diesem Team. Mit der ersten Etappe der Tour of Antalya gewann er gleich das erste Rennen für sein neues Team. Nachdem seinem Team aufgrund des Russisch-Ukrainischen Krieges durch die UCI die Lizenz entzogen wurde, blieb er zunächst ohne Team, um ab August übergangsweise für das chinesische China Glory Continental Cycling Team zu fahren. Den zweiten Erfolg in der Saison 2022 erzielte er jedoch im Trikot der italienischen Nationalmannschaft, als er die erste Etappe des Giro di Sicilia gewann.
Zur Saison 2023 erhielt Malucelli einen Vertrag beim Team Bingoal WB und erzielte regelmäßig Top-10-Platzierungen. Jedoch verließ er nach einer Saison wieder das Team und wurde Mitglied im japanischen Continental Team JCL Team Ukyo. Er folgte damit den beiden ehemaligen italienischen Radrennfahrern Alberto Volpi und Manuele Boaro, die das Team ab der Saison 2024 managen und trainieren. Bei der Tour de Taiwan konnte er die Punktewertung für sich entscheiden. Es folgten Etappenerfolge bei der Tour of Japan, der Bulgarien-Rundfahrt, dem Giro della Regione Friuli Venezia Giulia und der Tour de Langkawi sowie der Gewinn der Gesamtwertung bei der Bulgarien-Rundfahrt.
Nach insgesamt zehn Saisonerfolgen 2024 kehrte zur Saison 2025 mit dem UCI WorldTeam XDS Astana in den Profiradsport zurück und gewann die Auftaktetappe der Tour of Hainan.

## Erfolge
2015
- eine Etappe An Post Rás
- eine Etappe Portugal-Rundfahrt

2016
- eine Etappe Slowakei-Rundfahrt
- drei Etappen und Punktwertung Marokko-Rundfahrt

2017
- eine Etappe Slowakei-Rundfahrt
- zwei Etappen und Punktewertung Tour of Bihor - Bellotto

2018
- eine Etappe China-Rundfahrt I
- eine Etappe Vuelta a Venezuela
- eine Etappe Tour of Bihor - Bellotto
- eine Etappe Aragon-Rundfahrt
- eine Etappe Tour de Bretagne Cycliste
- zwei Etappen Vuelta al Táchira

2019
- Punktewertung Tour Poitou-Charentes en Nouvelle-Aquitaine

2021
- eine Etappe Vuelta al Táchira

2022
- eine Etappe Tour of Antalya
- eine Etappe Giro di Sicilia

2024
- Punktewertung Tour de Taiwan
- zwei Etappen Tour of Japan
- Gesamtwertung und drei Etappen Tour of Bulgaria
- eine Etappe Giro della Regione Friuli Venezia Giulia
- drei Etappen und Punktewertung Tour de Langkawi

2025
- eine Etappe Tour of Hainan
- eine Etappe Türkei-Rundfahrt